# O Europę Narodów (1989)
O Europę Narodów (hiszp. Por la Europa de los Pueblos) – hiszpańska koalicja wyborcza partii regionalnych powstała w związku z wyborami do Parlamentu Europejskiego w 1989.

## Historia
Nazwą nawiązywała do podobnego sojuszu, jaki miał już miejsce przed wyborami do PE w 1987. W skład koalicji weszły następujące ugrupowania:
- Eusko Alkartasuna (EA)
- Esquerra Republicana de Catalunya (ERC)
- Partido Nacionalista Galego (PNG)

Pierwsze trzy miejsca zostały rozdzielone między kandydatów trzech partii: Carlosa Garaikoetxea (EA), Heriberta Barrerę (ERC) i Antonio Olivesa (PNG).
Koalicja uzyskała 239 tys. głosów w skali kraju (1,51%), co przełożyło się na 1 z 60 mandatów przyznanych Hiszpanii w PE. Najwięcej głosów padło na sojusz w Kraju Basków (125 tys. i 13,0%) i Nawarze (14 tys. i 6,23%). Gorsze rezultaty koalicja uzyskała w Katalonii (78 tys. i 3,29%) oraz w Galicji (13 tys. i 1,38%).
Uzyskany mandat został podzielony między Carlosa Garaikoetxea (1989–1991) i Heriberta Barrerę (1991–1994). Oboje zasiedli we frakcji tęczowej PE.